# Đài quan sát
Đài quan sát là vị trí có bố trí thiết bị quan sát, được sử dụng để quan sát các sự kiện mặt đất hoặc thiên thể. Thiên văn học, khí hậu học / khí tượng học, địa vật lý, hải dương học, núi lửa học,... là những ví dụ về các lĩnh vực mà các đài quan sát đã được xây dựng.
Về mặt lịch sử, các đài quan sát có thể đơn giản chỉ có chứa một kính lục phân thiên văn (ví dụ để đo khoảng cách giữa các ngôi sao), hoặc Stonehenge (có một số sự sắp xếp về các hiện tượng thiên văn). Đài quan sát lớn thì là tổ hợp phức tạp các phương tiện quan sát chuyên ngành.

## Các đài quan sát
Các đài quan sát thiên văn chủ yếu được chia thành bốn loại: trong vũ trụ, trên không, trên mặt đất và dưới lòng đất.

### Các đài quan sát trên mặt đất

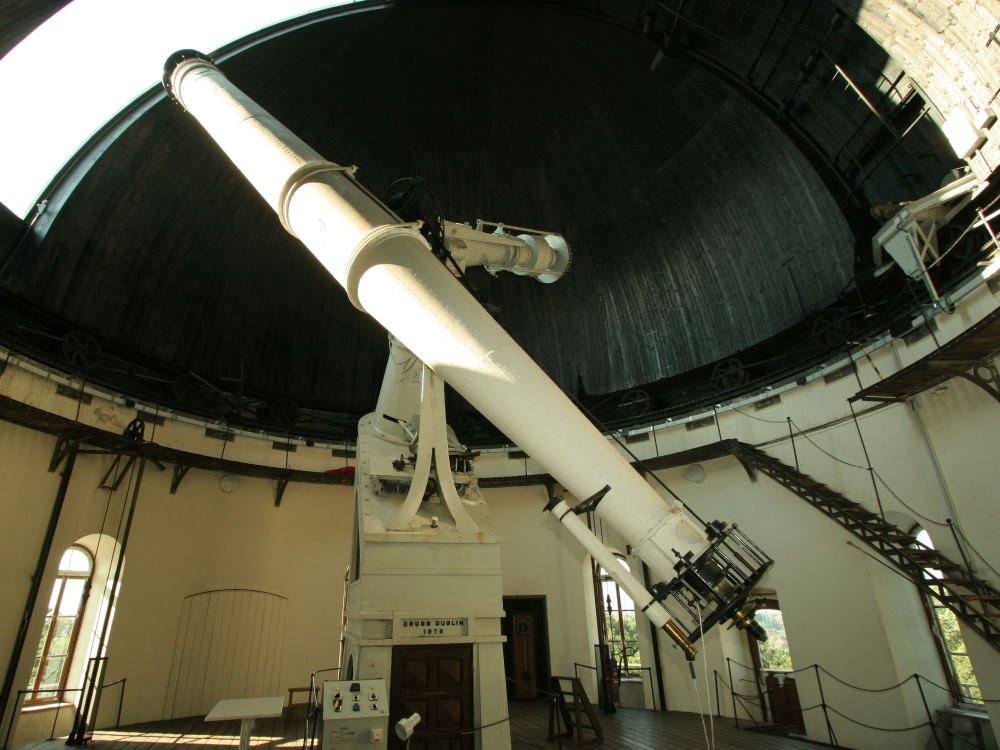
Kính thiên văn cổ điển ở Đại học Viên, từ năm 1885, dài 11 m

Các đài quan sát trên mặt đất thì nằm trên bề mặt Trái Đất, được sử dụng để quan sát sóng trong dải radio, và các phần ánh sáng nhìn thấy được của quang phổ điện từ. Hầu hết các kính viễn vọng quang học được đặt trong một mái vòm hoặc cấu trúc tương tự, để bảo vệ các thiết bị tinh vi từ các yếu tố. Các vòm kính thiên văn có khe hoặc các lỗ mở khác trong mái nhà có thể mở ra khi quan sát, và đóng lại khi không sử dụng kính thiên văn. Trong hầu hết các trường hợp, toàn bộ phần trên của vòm kính thiên văn có thể được xoay để cho phép thiết bị quan sát các phần khác nhau của bầu trời đêm. Kính viễn vọng vô tuyến thường không có vòm.
Đối với kính viễn vọng quang học, hầu hết các đài quan sát mặt đất nằm xa các trung tâm dân cư lớn, để tránh ảnh hưởng của ô nhiễm ánh sáng. Các vị trí lý tưởng cho các đài quan sát hiện đại là các địa điểm có bầu trời tối, một tỷ lệ lớn trong những đêm rõ ràng trong năm, không khí khô, và ở độ cao đủ lớn. Ở độ cao lớn, bầu khí quyển của Trái Đất mỏng hơn, do đó giảm thiểu các ảnh hưởng của nhiễu loạn khí quyển và dẫn đến "nhìn thấy" thiên văn học tốt hơn. Các vị trí đáp ứng các tiêu chuẩn trên đối với các đài quan sát hiện đại bao gồm các tiểu bang ở tây nam Hoa Kỳ, Hawaii, Quần đảo Canaria, vùng Andes, và những ngọn núi cao ở Mexico như Sierra Negra. Các đài quan sát chính bao gồm Đài thiên văn Mauna Kea và Đài quan sát Quốc gia Kitt Peak ở Mỹ, Đài quan sát Roque de los Muchachos ở Tây Ban Nha và Đài quan sát Paranal ở Chile.
Nghiên cứu cụ thể được thực hiện trong năm 2009 cho thấy vị trí tốt nhất có thể cho đài thiên văn trên mặt đất là Ridge A - một nơi nằm ở trung tâm của Nam Cực Đông. Địa điểm này cung cấp sự xáo trộn trong khí quyển ít nhất và khả năng hiển thị tốt nhất.

### Đài quan sát vô tuyến điện
Bắt đầu từ những năm 1930, kính viễn vọng vô tuyến đã được chế tạo để sử dụng trong lĩnh vực thiên văn học vô tuyến để quan sát vũ trụ trong phần sóng vô tuyến điện. Thiết bị này, hoặc bộ sưu tập dụng cụ như vậy, với các phương tiện hỗ trợ như trung tâm kiểm soát, nhà ở của du khách, trung tâm giảm dữ liệu và/hoặc cơ sở bảo trì, được gọi là đài quan sát vô tuyến điện. Đài quan sát vô tuyến điện cũng tương tự cần nằm cách xa các trung tâm dân cư chính để tránh nhiễu điện từ các đài phát thanh, truyền hình, radar và các thiết bị phát ra sóng điện từ gây nhiễu khác. Song không giống như các đài quan sát quang học, đài quan sát vô tuyến có thể được đặt ở các thung lũng để tránh nhiễu sóng điện từ. Một số đài quan sát lớn của thế giới bao gồm Socorro, New Mexico, Hoa Kỳ, Jodrell Bank ở Anh, Arecibo ở Puerto Rico, Parkes ở New South Wales, Úc và Chajnantor ở Chile.

### Các đài quan sát vũ trụ
Các đài thiên văn đặt trong vũ trụ là kính viễn vọng hoặc các dụng cụ khác nằm ở không gian ngoài. Nhiều đài như vậy đang bay quanh Trái Đất. Các kính viễn vọng không gian có thể được sử dụng để quan sát các vật thể thiên văn ở các bước sóng của phổ điện từ không thâm nhập được vào bầu khí quyển của Trái Đất và do đó không thể quan sát bằng kính thiên văn mặt đất. Bầu khí quyển của Trái Đất ngăn chặn các tia cực tím, tia X và tia gamma và một phần bức xạ hồng ngoại, nên các quan sát trong những phần này của phổ điện từ được thực hiện tốt nhất từ một vị trí ngoài bầu khí quyển của hành tinh chúng ta.
Một lợi thế khác của kính viễn vọng không gian là do vị trí của chúng trên bầu khí quyển của Trái Đất, hình ảnh của chúng không bị ảnh hưởng bởi sự nhiễu loạn khí quyển gây ra những quan sát trên mặt đất. Kết quả là độ phân giải góc của kính viễn vọng không gian như Kính viễn vọng không gian Hubble thường nhỏ hơn nhiều so với một kính thiên văn mặt đất với khẩu độ tương tự. Tuy nhiên, tất cả những lợi thế đi kèm với một mức giá. Kính viễn vọng không gian đắt hơn nhiều so với kính thiên văn mặt đất. Do vị trí của chúng, kính viễn vọng không gian cũng rất khó bảo trì. Kính viễn vọng không gian Hubble được tàu con thoi (Shuttle) phục vụ, trong khi nhiều kính viễn vọng không gian khác không thể phục vụ được.

## Quan sát núi lửa
Đài quan sát núi lửa là cơ sở tiến hành nghiên cứu và giám sát một núi lửa. Trong số những đài nổi tiếng nhất là Đài quan sát Núi lửa Hawaii và Đài quan sát Vesuvius .
Các đài quan sát núi lửa di động được triển khai theo yêu cầu, ví dụ bởi Cục Khảo sát Địa chất Hoa Kỳ USGS trong Chương trình Hỗ trợ Thiên tai Núi lửa (Volcano Disaster Assistance Program, VDAP).